# Markus Fierz
Markus Eduard Fierz (20 de junio de 1912 - 20 de junio de 2006) fue un físico suizo, particularmente recordado por su formulación del Teorema de la estadística del espín, y por sus contribuciones al desarrollo de la teoría cuántica, la física de partículas y la mecánica estadística. Fue galardonado con la Medalla Max Planck en 1979 y la Medalla Albert Einstein en 1989 por toda su obra.

## Biografía
El padre de Fierz era un químico de Geigy y más tarde profesor de la Escuela Politécnica Federal de Zúrich (ETH Zúrich). Su madre era la psicóloga Linda Fierz-David. Markus Fierz estudió en el Realgymnasium en Zúrich. En 1931 comenzó sus estudios en Gotinga, donde escuchó las ponencias de figuras como Hermann Weyl. En 1933 regresó a Zúrich y estudió Física en la ETH con Wolfgang Ernst Pauli y Gregor Wentzel. En 1936 obtuvo el grado de doctor con su tesis sobre la catástrofe infrarroja en electrodinámica cuántica. Después se fue a Werner Heisenberg en Leipzig y en 1936 se convirtió en asistente de Wolfgang Pauli en Zúrich.
Para su grado de habilitación en 1939 trató en su tesis sobre campos relativistas con espines arbitrarios (con y sin masa) y demostró el Teorema de la estadística del espín para campos libres. El trabajo se amplió para la electrodinámica cuántica. El trabajo sobre campos relativistas con espines arbitrarios fue más tarde importante en supergravedad.
En 1940 llegó a ser Privatdozent en Basilea y en 1943 en profesor adjunto. De 1944 a 1959 fue profesor de Física teórica en Basilea. En 1950 se encontraba en el Institute for Advanced Study de Princeton, donde conoció a Res Jost. En 1959 dirigió el departamento de Física teórica del CERN en Ginebra durante un año y en 1960 fue el sucesor de su maestro Pauli en la ETH. En 1977 se retiró como profesor emérito. Fierz también trabajó sobre teoría gravitacional, pero publicó sólo un artículo sobre el tema.
En 1940 se casó con Menga Biber; llegaron a conocerse a través de la música (él tocaba el violín). El matrimonio tuvo dos hijos.

## Publicaciones
- M. Fierz, Helv. Phys. Acta 12 (1939) 3
- M. Fierz and W. Pauli, ’On relativistic wave-equations for particles of arbitrary spin in an electromagnetic field’, Proc. Roy. Soc. A 173 (1939) 221
- M. Fierz, ’Zur Theorie der Multipolstrahlung’, Helv. Phys. Acta 22 (1949) 489
- M. Fierz, Helv. Phys. Acta 29 (1956) 128 .
- M. Fierz, ’Spinors’, in Proceedings of the International Conference on Relativistic Theories of Gravitation, London, July 1965, H. Bondi ed., Kings College, University of London, 1965 .
- M. Fierz, ’Warum gibt es keine magnetischen Ladungen?’, Helv. Phys. Acta 37 (1964) 663
- M. Fierz, ’Die unit ¨aren Darstellungen der homogenen Lorentzgruppe’, in ”Preludes in theoretical physics”, in honor of V. F. Weisskopf, A. de-Shalit, H. Feshbach and L. van Hove eds., North Holland, Ámsterdam, 1966
- M. Fierz, Vorlesungen zur Entwicklungsgeschichte der Mechanik. Springer 1972